# Team Love Records
Team Love – amerykańska niezależna wytwórnia płytowa założona w 2003 roku przez Conora Obersta i Nate'a Krenkela. 

## Artyści związani z wytwórnią
- Tilly and the Wall
- Mars Black
- Craig Wedren
- David Dondero
- Jenny Lewis with the Watson Twins
- The Berg Sans Nipple
- McCarthy Trenching
- Gruff Rhys
- A Weather
- Simon Joyner
- Capgun Coup